# Cucina umbra
La cucina umbra è fondata su lunga tradizione, con piatti non sempre poveri o popolari, ma con frequente uso di legumi e cereali. Influenzata dalle regioni vicine, si basa essenzialmente sulla carne e su prodotti della terra, che vengono usati sia nelle grandi occasioni sia nei pasti quotidiani.
È una cucina semplice, con lavorazioni in genere non troppo elaborate, che esaltano in modo netto i sapori delle materie prime.
Tipica di tutto il territorio è la lavorazione di carni suine e la produzione di salumi: particolarmente rinomati sono quelli della zona di Norcia, da cui il termine italiano "norcino", che per antonomasia designa il produttore e venditore di salumi.
Altri ingredienti "nobili" che ricorrono nei sapori umbri sono il tartufo, autentico emblema di questa gastronomia (in special modo sul versante montano a est della regione e nella media e alta Valnerina), nonché l'olio extravergine di oliva, indispensabile nella quasi totalità delle ricette locali. I territori di Orvieto, Montefalco, Gualdo Cattaneo, Torgiano e la zona del Lago Trasimeno sono inoltre celebri per i loro vitigni, da cui vengono ricavati numerosi vini DOP.

## Antipasti
- Antipasto umbro -   fette di prosciutto, salame, capocollo, lonza o salsiccia, con formaggio pecorino o caprino e una foglia di rucola.
- Crostini ai fegatini di pollo - fette dimezzate di pane casareccio, abbrustolite o meno, ricoperte di un impasto di fegatini di pollo (o una salsa a base di tartufo, oppure pomodorini sminuzzati).

## Primi piatti

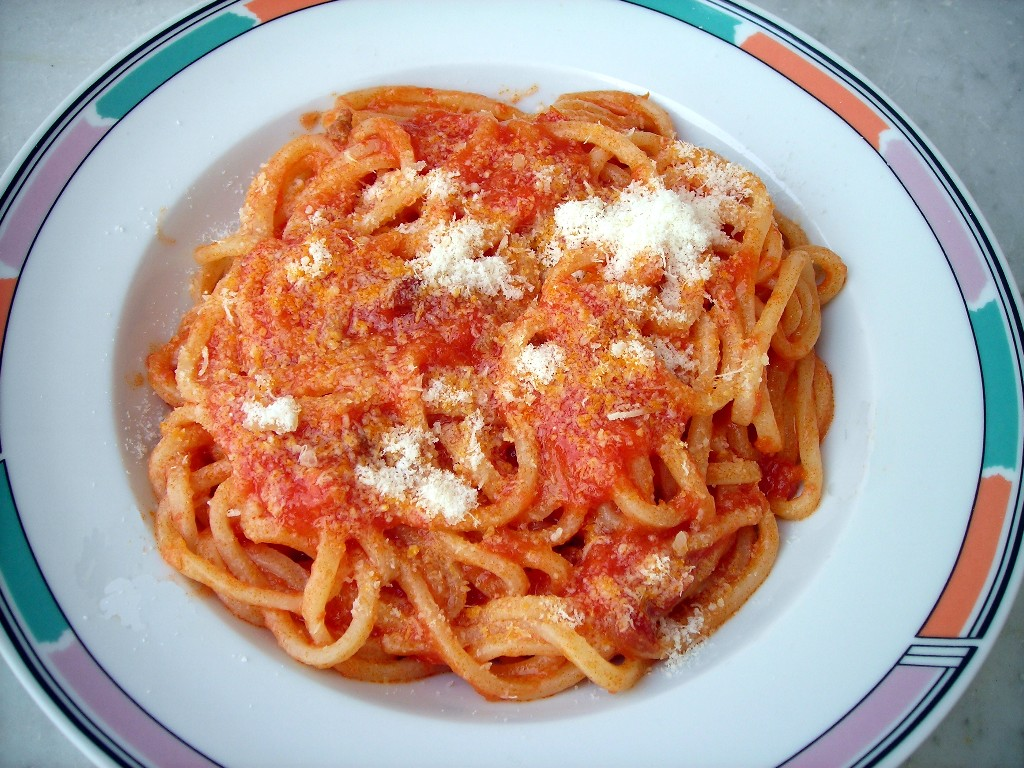
Strangozzi al ragù

- Agnolotti al sugo - pasta fresca, tipica del tifernate che viene preparata specialmente durante il Natale e la Pasqua.
- Cipollata - Minestra di cipolle messe a macerare in acqua e poi cotte con lardo battuto, pomodori passati al setaccio e uova sbattute.[1]
- Ciriole alla Ternana - pasta casalinga lunga a sezione quadrata, tipica della città di Terni e della sua provincia, di farina di grano tenero e acqua. È simile alle fettuccine o ai pici toscani. Solitamente condita con sugo di aglio, olio d'oliva, peperoncino, prezzemolo e pomodoro.
- Cappelletti in brodo - pasta ripiena fresca, consumata in brodo di carne mista specialmente durante il periodo natalizio.
- Gnocchi al sugo d'oca (Perugia) - gnocchi di patate serviti con ragù di oca (preferibilmente giovane).
- Gnocchi al castrato - serviti con ragù di agnello castrato o pecora.
- Gnocchi dolci di Natale - quadrati di pasta di acqua e farina, cotti e posti a strati inframmezzati da un composto di cioccolato grattugiato, noci pestate, scorza grattugiata di limone, cannella, zucchero e Alchermes.[1] Tradizionale primo piatto del giorno di Natale.[1]
- Minestra alla perugina - Minestra di carne macinata di manzo unita ad albume, e battuto di carota, porro e sedano insaporiti nell'olio o nel lardo.[2]
- Minestra di Farro - antichissima minestra composta da Farro cotto con odori e osso di prosciutto e cosparsa da formaggio pecorino. È diffusa anche nel Lazio.[2]
- Pappardelle alla lepre / al cinghiale - simile a tagliatelle molto larghe, tipicamente servita con un ragù a base di carne di lepre o cinghiale.
- Passatelli - chiamati anche Pater-Noster, sono maccheroncelli fatti a mano tagliati a pezzettini e arrotolati su un bastoncino, composti da farina, uova, olio d'oliva e noce moscata, cotti in brodo.[3]
- Strangozzi, o Strozzapreti, o Ciriole - pasta simile alle tagliatelle, ma senza uova, con sezione piuttosto spessa e lunghezza inferiore. Nell'Umbria settentrionale conosciuti prevalentemente come strozzapreti, nel folignate-spoletino strangozzi.
- Strangozzi al tartufo -  generalmente si usa il tartufo nero di Norcia, ma anche lo scorzone estivo (molto comune e non pregiato) o il tartufo bianco, tipico dell'Alta Valle del Tevere, dell'Eugubino, del Gualdese e dell'Orvietano.
- Spaghetti col Rancetto - originari di Spoleto, conditi con una salsa simile all'Amatriciana ma che contiene maggiorana.[4]
- Tagliatelle al ragù - condite con un particolare ragù di vitello macinato e pezzettini di rigaglie di pollo.
- Pasta alla Norcina - Piatto tradizionale nursino composto da penne o tagliatelle condite con panna e salsiccia, viene talvolta aggiunto tartufo fresco, e parmigiano. Nella versione antica la panna è sostituita dalla ricotta di pecora diluita da un po’ di acqua di cottura della pasta.
- Gnocchetti alla Collescipolana - gnocchetti fatti con acqua farina e pangrattato, dalla forma più quadrata e dalla consistenza più soda e al dente rispetto a quelli di patate classici del nord Italia, sono conditi con fagioli e sugo di salsiccia di maiale, tipici di Terni. Il nome deriva dalla frazione del castello ternano di Collescipoli, dove possono essere gustati soprattutto nel mese Maggio quando si festeggia il patrono San Nicolò, e nel mese di Settembre per la sagra dello gnocchetto collescipolano.

## Secondi piatti

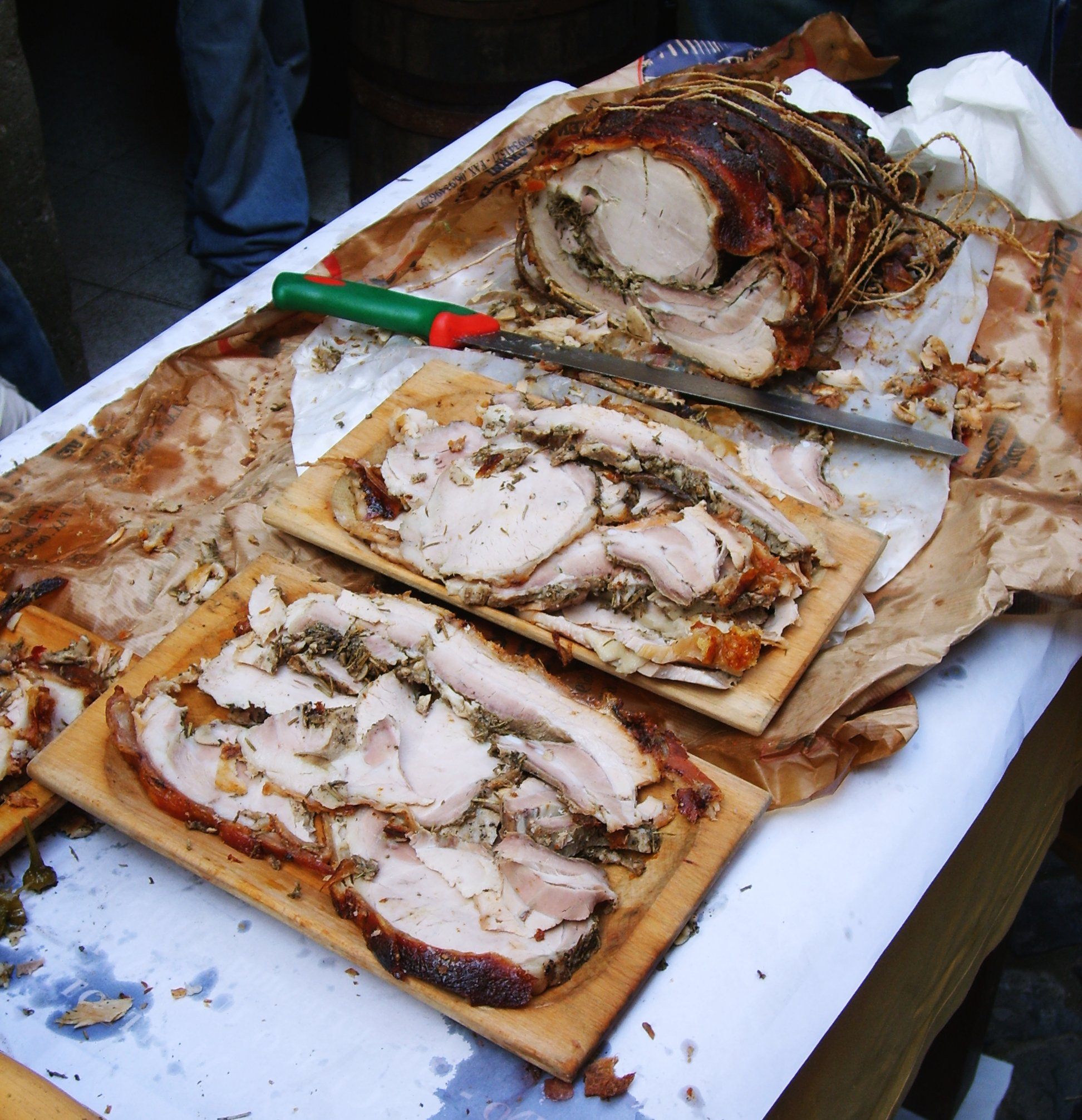
La porchetta

- Agnello fritto - costolette di agnello panate e fritte.
- Brustico del Lago Trasimeno  - pesce persico abbrustolito sulla brace di canna lacustre. È un piatto diffuso anche a Chiusi e Montepulciano in Toscana.
- Coratella d'agnello - cotta in umido in bianco, con aglio o cipolla e aromi vari.
- Fagiano in salmì - cacciagione.
- Friccò all'eugubina - Piatto tipico della città di Gubbio, composto da carni prevalentemente bianche, stufate con del pomodoro e accompagnato da crescia.
- Frittata di Pasqua  (Provincia di Terni) - Pietanza tipica del pranzo Pasquale, arricchita con zucchine, asparagi, cicoria selvatica, salsiccia ed erbe aromatiche.
- Galantina - si tratta di una gallina disossata ed eviscerata, la cui pelle viene riempita con carne macinata di pollo e manzo, uova lessate, pepe, formaggio, noce moscata e pistacchi sgusciati. L'involucro viene poi cucito, avvolto con dello spago e cotto in brodo. Viene consumata fredda, tagliata a fettine.
- Oca arrosto - stesso metodo di preparazione del pollo arrosto, bensì applicato a un'oca.
- Padellaccia – carne di maiale e sue frattaglie insaporite con abbondante vino rosso e pepe.[5]
- Parmigiana di gobbi - si utilizzano le foglie del gobbo, cioè il cardo, che si raccoglie generalmente all'inizio dell'inverno. Vengono lessate e fritte con farina e uova sbattute; tagliate a striscioline, sono poi disposte a strati in una teglia, alternate con besciamella e sugo di pomodoro o ragù, e cotte al forno.
- Piccione arrosto ripieno (Provincia di Terni) -  le preparazioni tradizionali prevedono l'utilizzo di un intero colombaccio selvatico.
- Palomba alla ghiotta (specialità di Spoleto)[6] - il piccione viene arrostito allo spiedo, durante la cottura si pone la leccarda sotto l'animale, qui si concentra il liquido che cade dal piccione e successivamente con questo e le interiora del piccione stesso si farà una salsa da servire accanto all'arrosto.
- Porchetta - un intero porcellino viene arrostito, dopo essere stato riempito di interiora, finocchio ed erbe aromatiche. Viene tagliato a fette e normalmente consumato, anche fuori pasto, in panini (lu panino co' la porchetta): il suo consumo è favorito dalla presenza di un gran numero di ambulanti che si recano nei punti ove si prevede maggior concentrazione di gente (mercati, concerti, raduni, ecc.). Essi, generalmente, non producono la porchetta in proprio ma piuttosto si riforniscono da artigiani che la preparano professionalmente: in Umbria i più bravi si trovano nei pressi di Norcia e nell'intera provincia di Terni. La porchetta è comunque diffusa in tutta l'Italia centrale e in parte di quella settentrionale.
- Regina in porchetta - si tratta di una carpa cotta con grasso di prosciutto e odori.
- Salsicce con lenticchie - piatto tipicamente castellucciano, le salsicce di Norcia e le lenticchie di Castelluccio di Norcia vengono preparate in umido con pomodoro.
- Spiedini di granocchia - le rane arrosto sono tipiche della località perugina di Capanne e vengono preparate principalmente durante la sagra annuale a esse dedicata.
- Tegamaccio del Lago Trasimeno - tipica zuppa a base di pesce di lago. Viene cotta in un tegame di terracotta a fuoco basso per alcune ore.

## Salumi e formaggi
- Barbazza - guanciale del maiale.

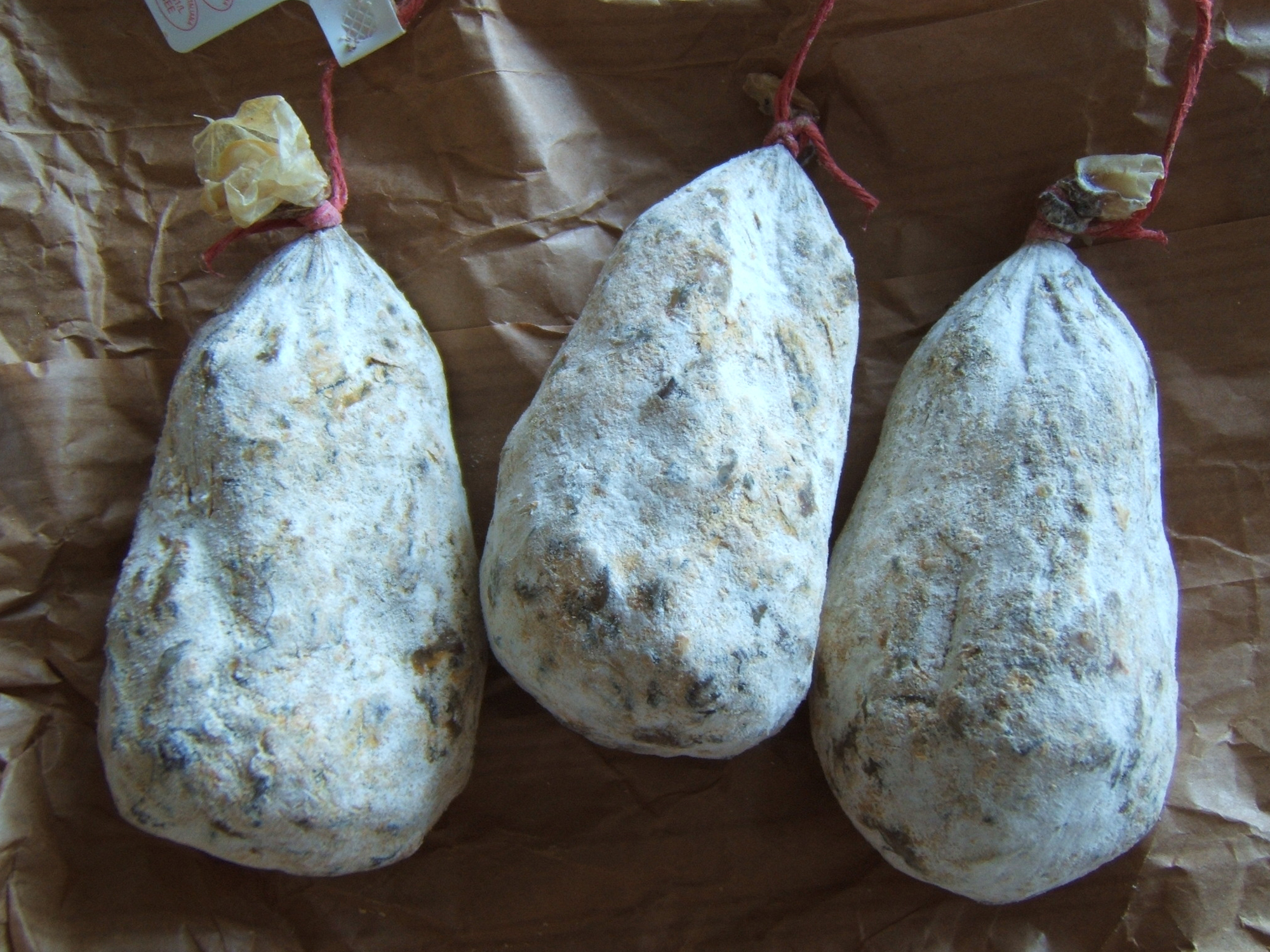
Cojoni de mulo

- Budellacci affumicati - interiora del maiale.
- Caciotta - formaggio a base di latte vaccino.
- Capocollo - salume ricavato dal muscolo dorsale del maiale. Dopo la stagionatura viene avvolto nei tipici fogli di carta oleata.
- Ciauscolo - insaccato spalmabile tipico delle Marche e in Umbria della Valnerina e della montagna folignate confinanti con la contigua regione.
- Cojoni de mulo (Norcia) - insaccato dalla tipica forma a sacchetta.
- Corallina (Norcia) - salsicce preparate con carne non finemente macinata.
- Salsicce di cinghiale (Norcia) - l'impasto di queste salsicce è in realtà a base di maiale, ma a essa viene aggiunta una buona percentuale di macinato di cinghiale.
- Salumi di daino -  fiocco, bocconcini, prosciutto e cacciatorini preparati soprattutto nella zona di Nocera Umbra.
- Lombetto - simile al capocollo, ma realizzato con la carne dei lombi del maiale. Ha un sapore più delicato e un aspetto simile a quello della bresaola.
- Mazzafegati - salsicce a base di carne e fegato di maiale, farcite con uva sultanina e buccia d'arancia.
- Pecorino umbro - formaggio duro a base di latte di pecora.
- Prosciutto di Norcia - è un prosciutto IGP prodotto nell'area di Norcia e comuni limitrofi.
- Ricotta salata - la ricotta viene stagionata per un paio di settimane e servita grattugiata.
- Ventresca - variante locale della pancetta.

## Contorni

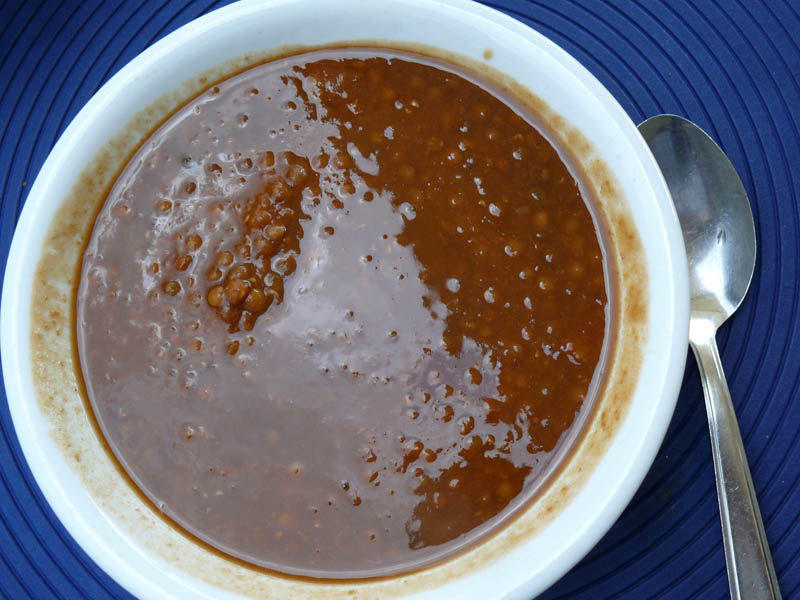
Un piatto di lenticchie

- Bandiera - peperoni verdi, cipolla bianca e pomodoro rosso (da cui il nome) tagliati e cucinati in padella con olio e sale.
- Lenticchie - consumate in umido con pomodoro soprattutto durante il periodo natalizio, vengono prodotte principalmente sugli altopiani di Colfiorito e nella zona di Castelluccio. Le lenticchie prodotte in quest'ultima zona hanno ottenuto il riconoscimento IGP.
- Fagiolina del lago Trasimeno  - Presìdi e Arca del Gusto di Slow Food
- Smulicata - verdura saltata in padella con aglio, olio e pane raffermo in briciole.

## Dolci
- Castagnole (Provincia di Terni) - Dolci preparati a Carnevale, simili agli strufoli (vedi più avanti nell'elenco) dell'Umbria settentrionale, si differenziano da questi per le dimensioni più ridotte e perché cosparse di alchermes e zucchero, anziché miele.
- Ciambelle dolci di patate - preparate tipicamente nella zona di Colfiorito con le locali patate rosse lessate e schiacciate. Si tratta di una ricetta con una tradizione piuttosto recente[7].
- Ciaramicola (Perugia) - classico torcolo che si prepara durante la settimana di Pasqua. All'impasto tipico del torcolo si aggiunge anche dell'alchermes, che produce il caratteristico colore purpureo delle fette. Il dolce viene normalmente ricoperto da una meringa dolce, cosparsa di sferette argentee e bastoncini colorati di zucchero.
- Cicerchiata (montagna folignate) - Il dolce è a base di pasta di farina, uova, burro e zucchero. Da questa si ricavano palline di circa un centimetro di diametro che vengono fritte nell'olio d'oliva o nello strutto. Scolate, vengono disposte "a mucchio" e ricoperte di miele.
- Crescionda (Spoleto) - dolce dall'aspetto scurissimo a base di uova, cacao, latte, e amaretti; si consuma prevalentemente nel periodo del Carnevale.
- Fave dei morti - sono dei biscottini di forma ellittica preparati con un impasto di mandorle finemente triturate, zucchero e uova. Si consumano in occasione delle festività dei primi giorni di novembre.
- Fichi girotti (Amelia) - I fichi vengono essiccati, selezionati, tagliati e disposti in particolari stampi circolari ("rotelle"), assieme a mandorle, noci, canditi e cacao. Il nome proviene dalla famiglia che li produce, sin dal 1830; sono stati molto popolari in passato, agli albori della pubblicità negli anni '30, con grandi insegne artistiche poste nelle principali stazioni ferroviarie italiane.
- Frittelle di San Giuseppe - sono frittelle preparate con la mollica di pane oppure con il riso, impastate con del liquore e fritte in olio bollente. Si consumano fredde e cosparse di zucchero, generalmente nel giorno di S. Giuseppe (19 marzo).
- Maccheroni con le noci (tutta la regione) - è un piatto freddo che viene preparato condendo la pasta (strangozzi) con un macinato dolce a base di gherigli di noci, zucchero, pinoli, pangrattato e cannella. È consumato durante il periodo natalizio.
- Mostaccioli - in periodo di vendemmia, vengono preparati aggiungendo all'impasto del pane anice, mosto e zucchero. Si fa un piccolo filoncino, che viene cotto una prima volta, affettato, e biscottato. Questo dolce è conosciuto fin dai tempi di San Francesco.
- Nociata - un dolce simile al torrone che viene preparato con un impasto di miele, noci, uova e zucchero: è diffuso nella zona di Massa Martana.
- Pampepato (Terni e Valnerina) - dolce tipico natalizio. È composto da un impasto a base di cacao, nocciole, noci, mandorle, pinoli, miele, zucchero, cannella e pepe.
- Pinocchiate o Pinoccate (Perugia) - si tratta di un impasto a base di zucchero fuso e pinoli, che viene fatto raffreddare in tipiche forme romboidali della dimensione di un biscotto. Possono essere sia bianche (solo zucchero) sia marrone (con cacao). Vengono consumate nel periodo natalizio.
- Pizza dolce di Pasqua (Terni e provincia) - di forma e impasto molto simili a quello del panettone, tipica del periodo pasquale. Nota anche con il nome di torta dolce.
- Rocciata (Assisi, Foligno, Spello) e Attorta (Spoleto) - dolci di antica origine che, per aspetto e ingredienti sono vagamente riconducibili allo strudel, e che per questo, secondo alcune teorie storiografiche, testimonierebbero l'influenza dei popoli Longobardi (vd. Ducato di Spoleto)[8]. Il nome rocciata è la semplificazione del termine dialettale arrocciata o arricciata, cioè "avvolta", "tonda"[9], per la sua forma a ciambella chiusa su sé stessa. Nella zona di Spoleto, dove si prepara esclusivamente nel periodo natalizio, il dolce assume forma a spirale ed è chiamato attòrta, che in dialetto significa appunto "attorcigliata".
- Salame del Re (Provincia di Terni) - dolce di forma cilindrica (salame) ottenuto arrotolando una base simile al pan di Spagna (farina, zucchero, lievito e uova), bagnato con alchermes, con ripieno o di crema al burro o di crema pasticcera al cioccolato. Il dolce va servito freddo. Viene anche chiamato, dialettalmente, Rollé.
- Strufoli (da non confondere con gli struffoli napoletani, che sono simili alla cicerchiata) - preparati a Carnevale, sono dei bignè fatti friggere nell'olio e serviti cosparsi di abbondante miele sciolto. Più diffusi nell'Umbria settentrionale, gli strufoli di carnevale sono simili alle castagnole (vedi sopra nell'elenco) dell'Umbria meridionale, si differenziano da queste per le dimensioni maggiori e perché cosparsi di miele, anziché alchermes e zucchero.
- Torciglione (Perugia) - caratteristica ciambella aperta (cioè non chiusa su sé stessa) preparata con un impasto a base di mandorle dolci, pinoli e zucchero. Viene tradizionalmente preparata in forma di serpe, avvolta su sé stessa, con una mandorla sporgente a disegnare la lingua.
- Torcolo - ciambella rotonda a base di farina, zucchero, latte e lievito.
- Torcolo di San Costanzo (Perugia) - si tratta di una ciambella che viene preparata in occasione della festività di San Costanzo (29 gennaio), patrono della città di Perugia. L'impasto è arricchito da canditi, uva passa e anice.
- Zuppa inglese (varianti in tutta la regione) - si prepara il torcolo a fettine molto fini, lo si bagna nell'alchermes e lo si dispone a strati in una teglia in ceramica. Gli strati di torcolo sono alternati a strati di crema pasticciera, che costituisce anche l'ultimo strato. Il tutto viene decorato con cioccolato e perline argentee zuccherate. Il dolce va servito freddo.

### Galleria di dolci

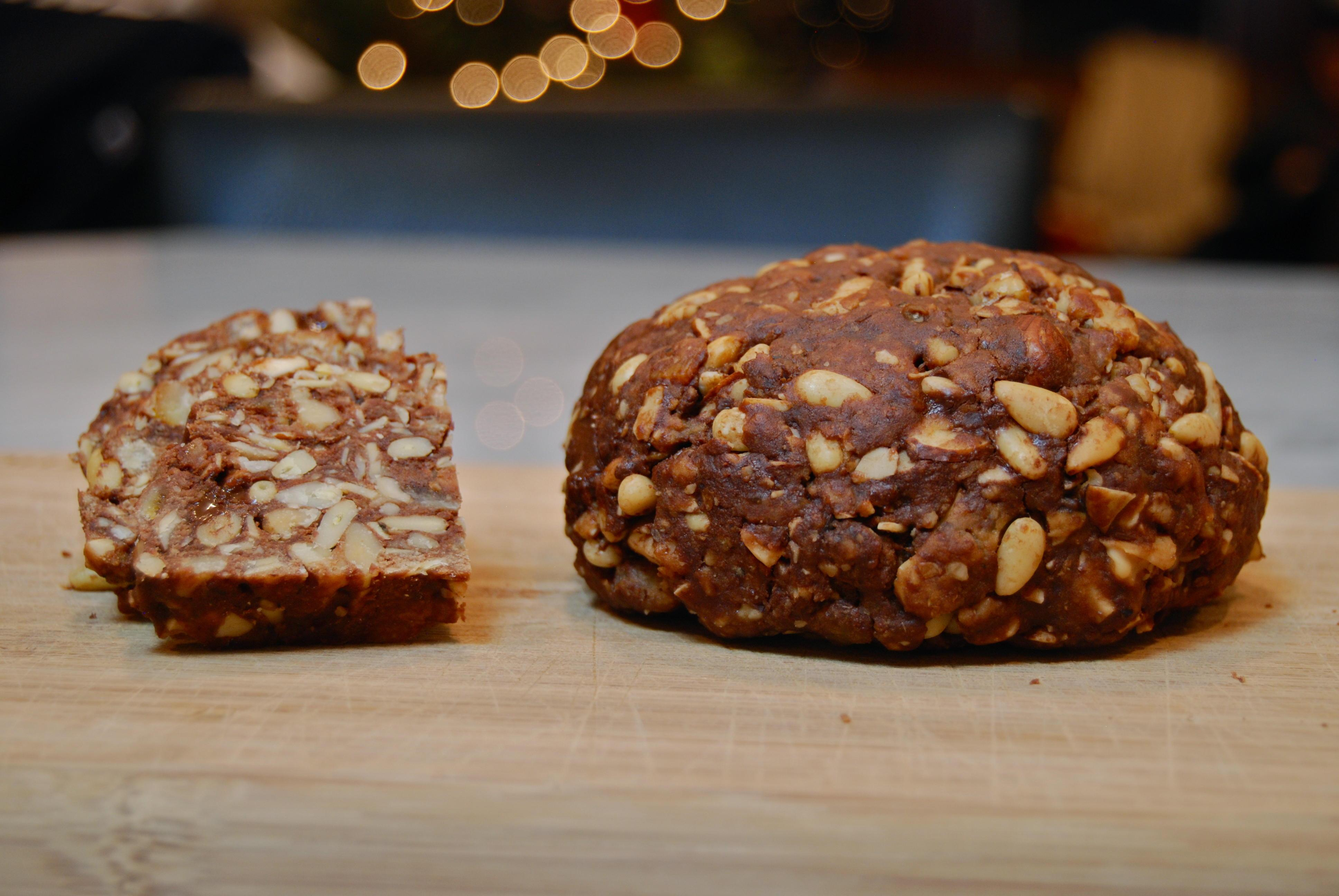
Pampepato di Terni
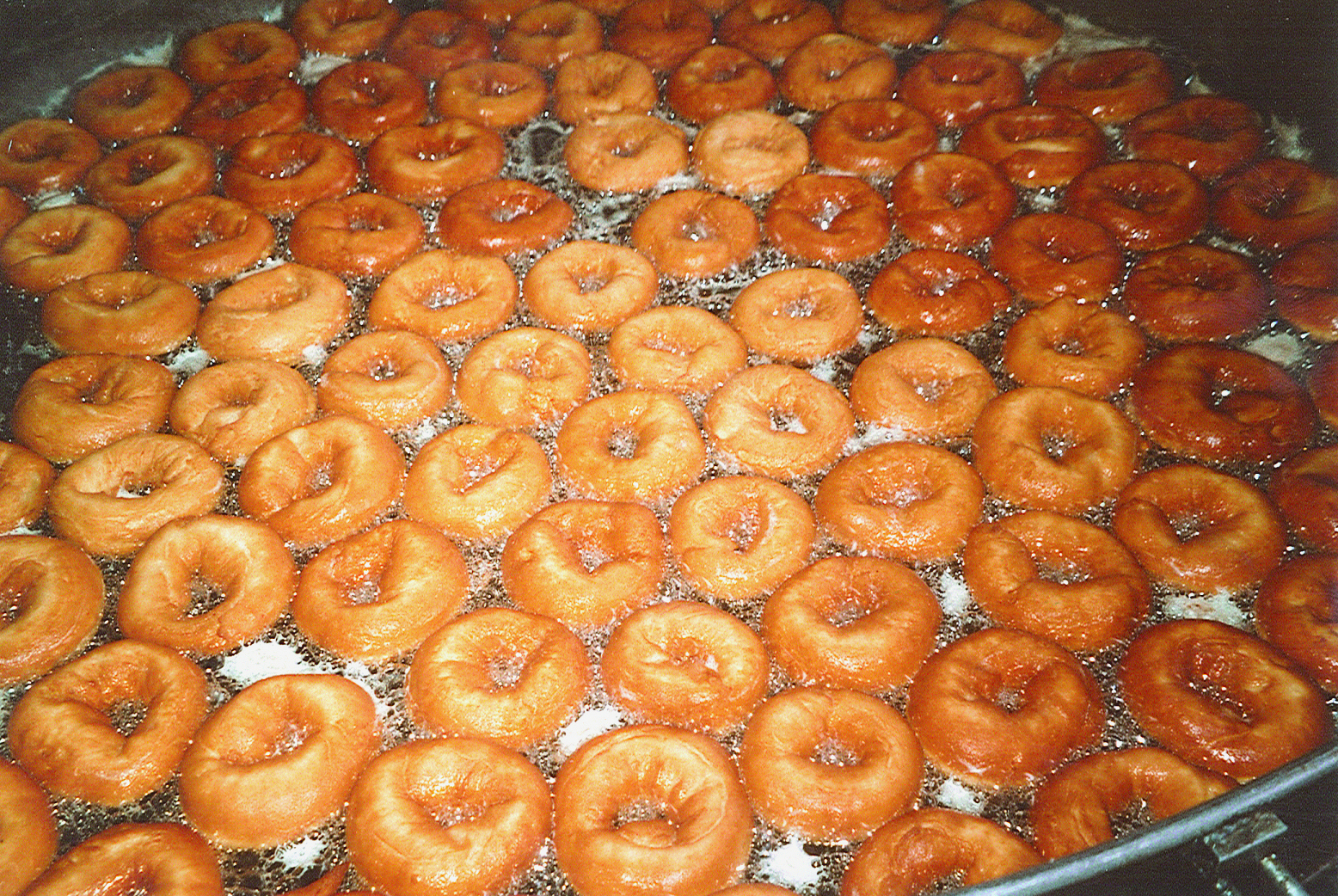
Ciambelle dolci di patate rosse di Colfiorito
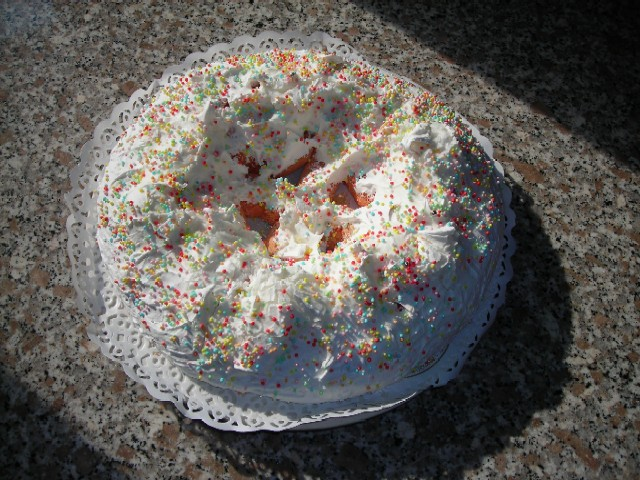
La ciaramicola
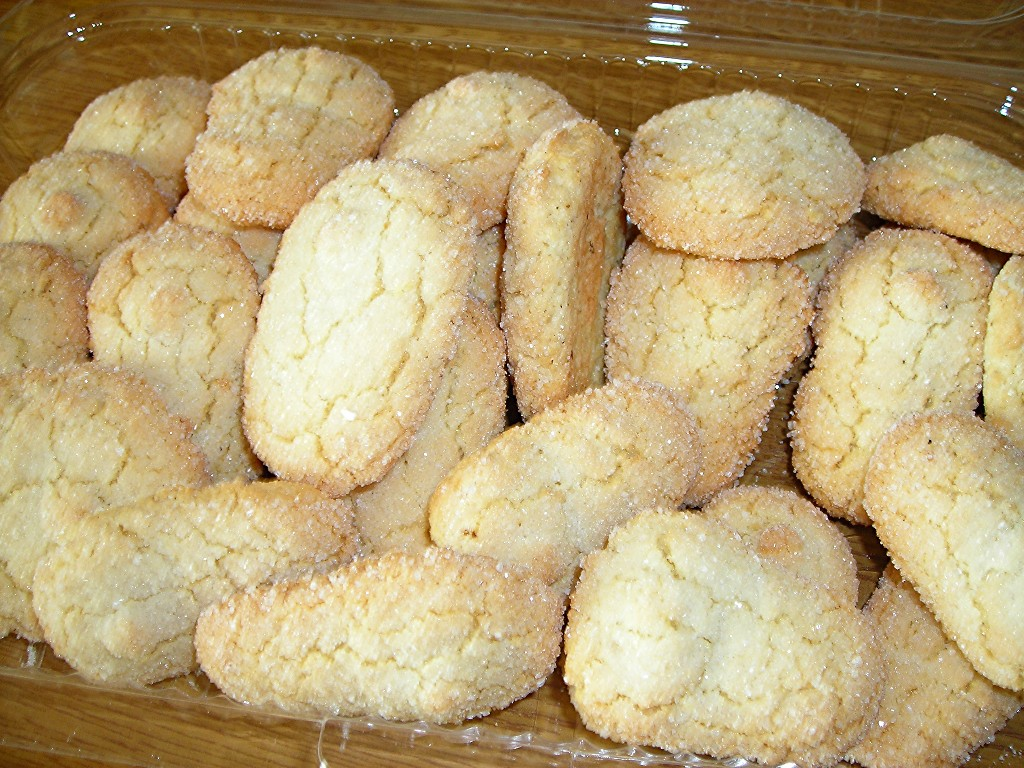
Le fave dei morti
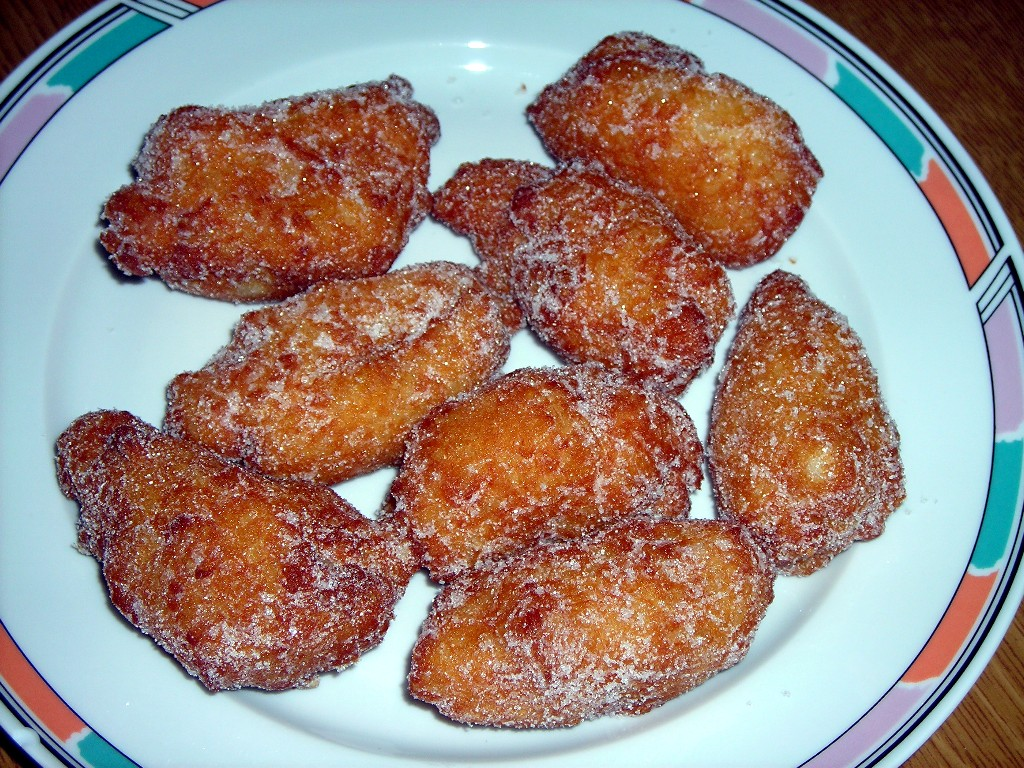
Le frittelle di San Giuseppe
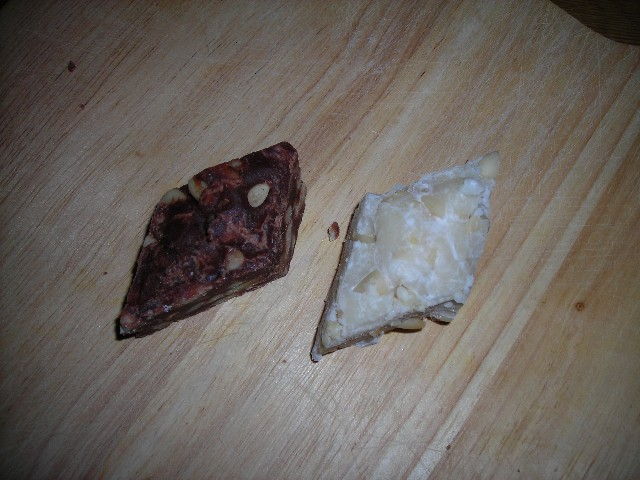
Le pinocchiate
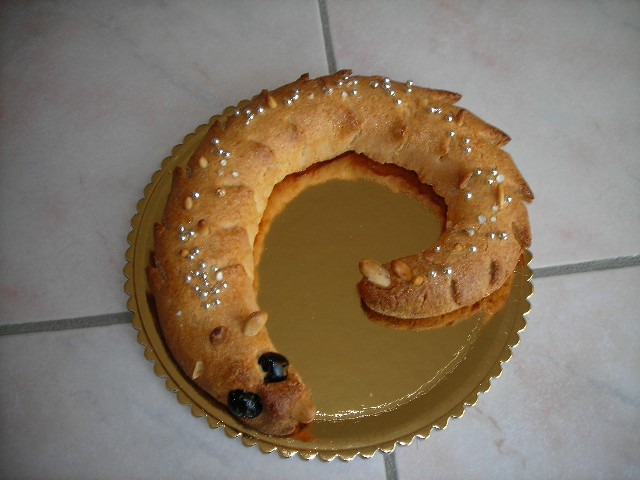
Il torciglione
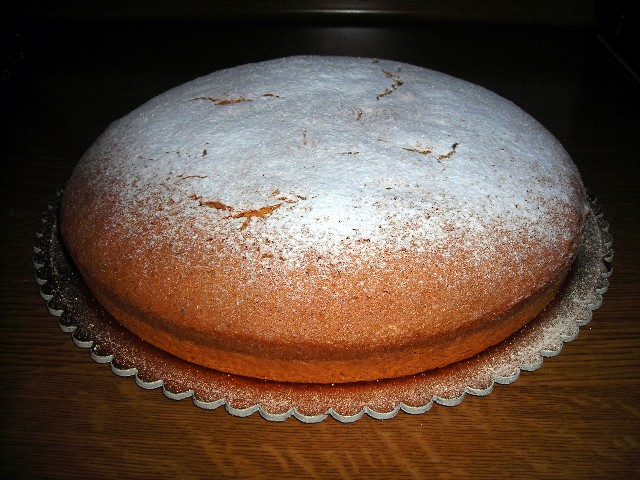
Il torcolo
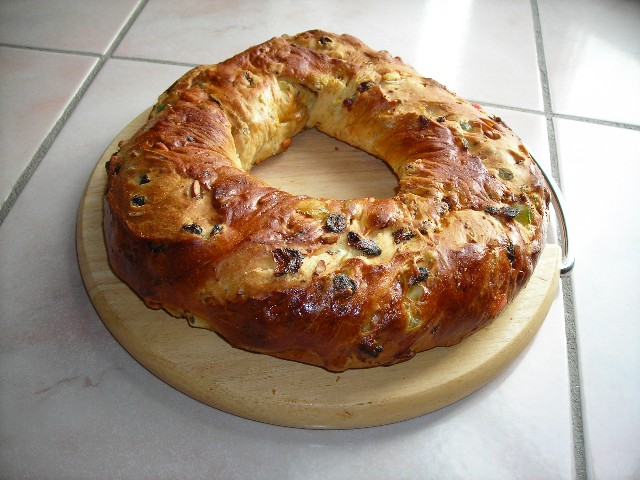
Il torcolo di San Costanzo
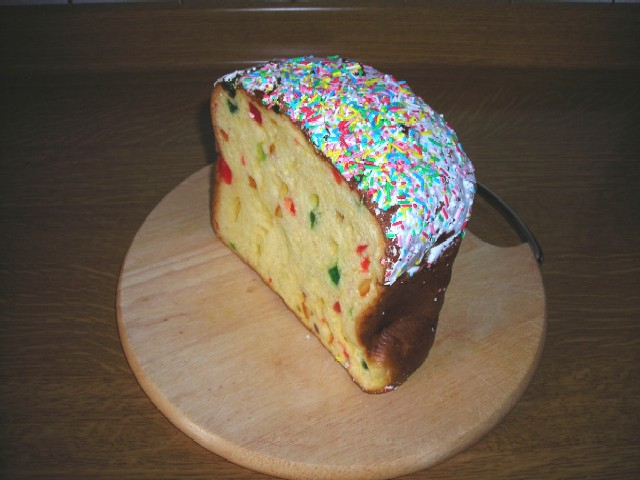
La torta (o pizza) dolce di Pasqua di Terni

## Vini e liquori
I vini a Denominazione di origine controllata in Umbria sono undici: Orvieto, Lago di Corbara, Assisi (Grechetto, bianco, novello, rosato, rosso), Colli Altotiberini (bianco, rosato, rosso), Colli Amerini (bianco, rosso, Malvasia), Colli Martani (Grechetto, Grechetto di Todi Sangiovese Sangiovese riserva Trebbiano), Colli Perugini (bianco, rosato, rosso), Colli del Trasimeno (Cabernet Sauvignon, Cabernet Sauvignon riserva, Gamay, Gamay riserva, Grechetto, Merlot, Merlot riserva, bianco, bianco vin santo, bianco frizzante, bianco scelto, rosato, rosso, rosso frizzante, rosso novello, rosso riserva, rosso scelto, spumante classico), Montefalco, Rosso Orvietano, Torgiano (bianco, rosso, spumante).
I vini a Denominazione di origine controllata e garantita sono due: il Torgiano Rosso Riserva e il Montefalco Sagrantino (Rosso nelle tipologie Secco e Passito).
L'Orvieto costituisce il 70% della produzione di vino DOC dell'intera regione.
Tra i liquori si annoverano:
- Amaro al tartufo nero - prodotto alcolico a base di erbe varie e un infuso di tartufo nero di Norcia.
- Maniere (Perugia) - sciroppo fermentato del frutto del corbezzolo.
- Vin Santo - vino ottenuto dalla spremitura di uva lasciata appassire per un paio di mesi, in luogo asciutto e ben aerato. Generalmente viene preparato nei mesi di dicembre-gennaio.
- Viparo - si tratta di un amaro preparato a Terni da un unico produttore, la famiglia Morganti. Si prepara a partire da un infuso di erbe, radici e legni aromatici. Il nome viene dal latino vis paro, "genero forza".

## Pane e farinacei

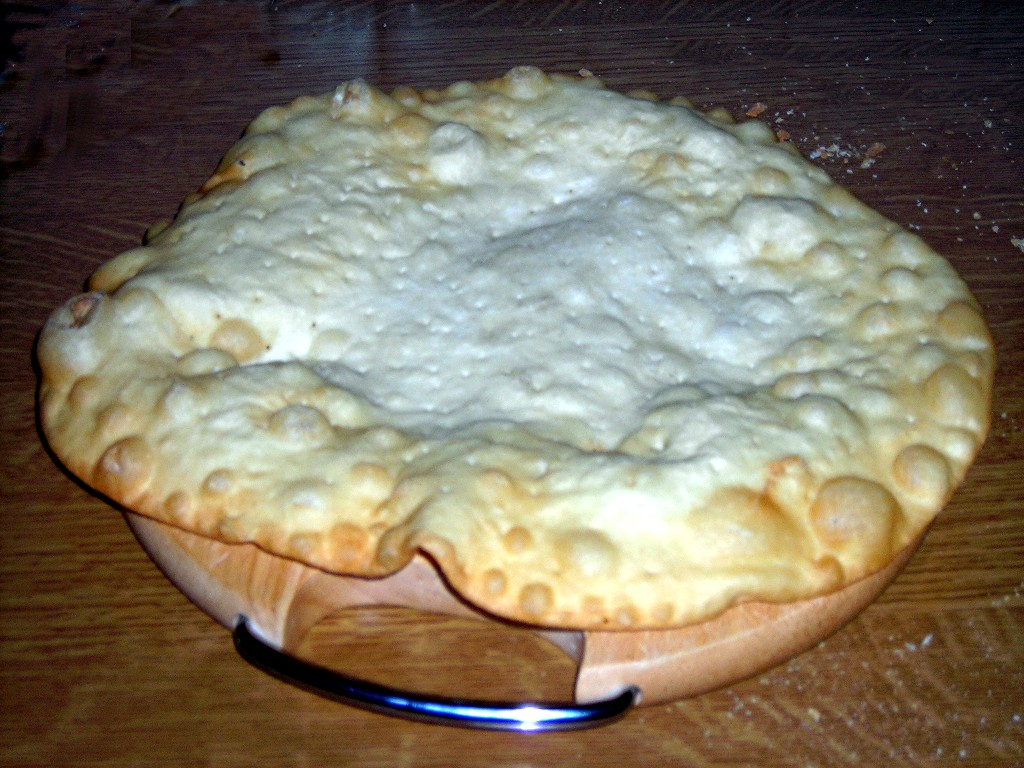
Un arvoltolo

- Arvoltolo (Perugia) - impasto a base di farina, acqua e sale che viene ridotto a pastella e versato a friggere sull'olio bollente, in forma di tortine circolari poco spesse[11]. Dopo essere stati asciugati dall'olio, gli arvoltoli possono essere conditi con sale oppure zucchero e consumati preferibilmente caldi. Il brustengolo o brustengo (da non confondere col bustreng romagnolo o il frustingo marchigiano) si differenzia dall'arvoltolo per un impasto più liquido e senza lievito. L'impasto del brustengolo può essere condito con salsiccia, o cipolle o rosmarino, ecc.
- Bocconcello - si tratta di una torta salata al formaggio, preparata in passato durante la mietitura e la battitura, tipica delle campagne tuderti  Archiviato il 4 ottobre 2003 in Internet Archive.
- Ciaffagnone - è una frittella a base di acqua e farina, fritta in strutto di maiale e spolverata di formaggio pecorino, simile alla crêpe. Si prepara nella Valdichiana, nelle zone di Fabro e Carnaiola.
- Pane di Terni - il pane di Terni (assieme al toscano e al marchigiano) è tradizionalmente sciapo, ossia privo di sale nell'impasto. Esso è diffuso in tutta la regione.

(Dante Alighieri, XVII Canto del Paradiso)
La tradizione vuole che questa usanza alimentare risalga alla preparazione del pane nell'ambito della mezzadria umbra, con i contadini che lo autoproducevano per il proprio sostentamento. In seguito, con la cosiddetta Guerra del sale, in ribellione alla tassa imposta da Paolo III nel 1540 per l'uso di questo condimento su tutto il territorio pontificio, l'usanza sarebbe diventata estesa e permanente. Una ricerca recente però sembra smentire questa leggenda.

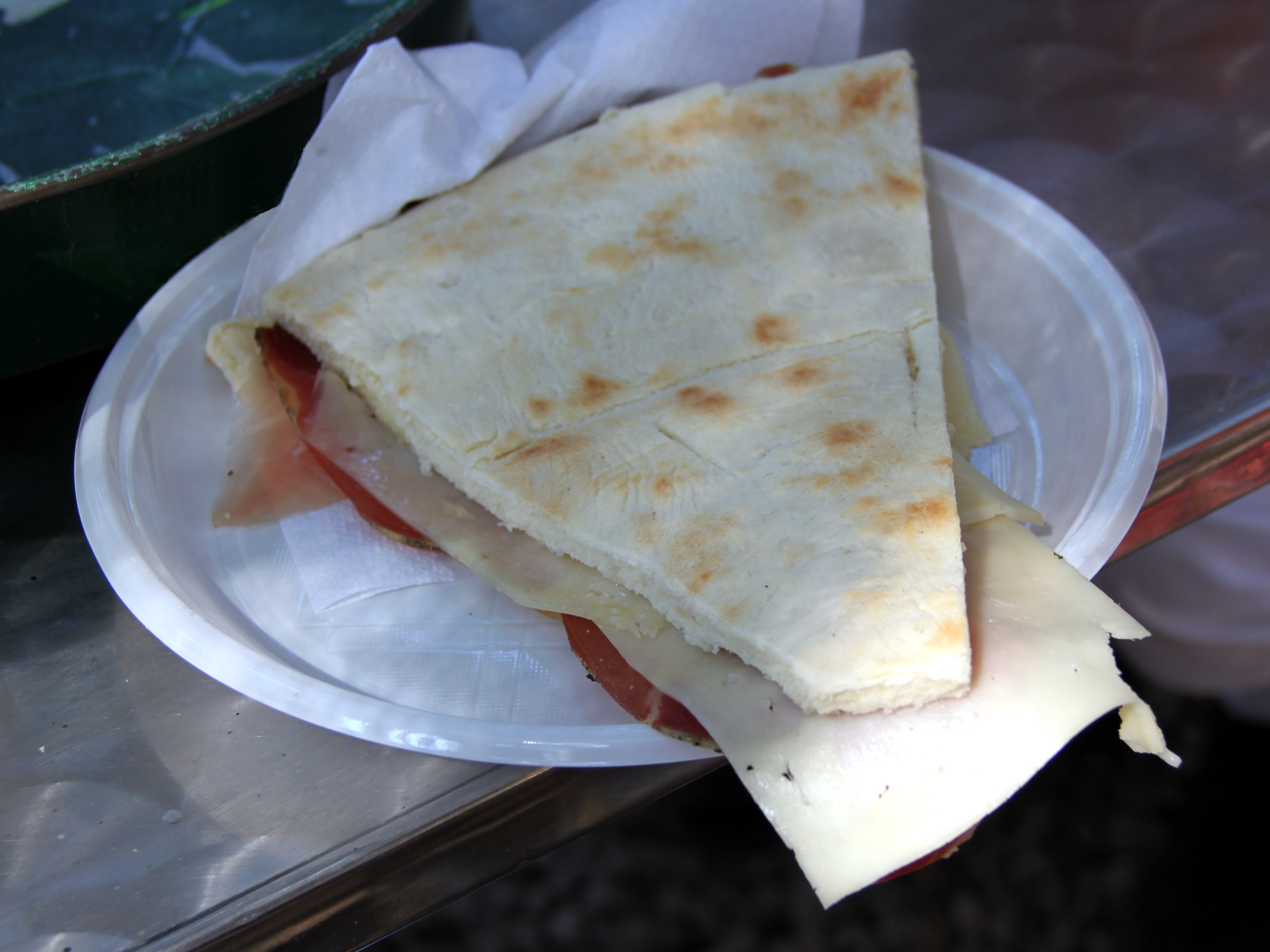
Un angolo d'una torta al testo con prosciutto e formaggio

- Torta al testo - si tratta di un impasto di acqua, lievito, farina e sale che viene lasciato levitare e poi cotto sul testo, ossia un disco di pietra riscaldato sulle braci del focolare. La cottura è facilitata ponendo sull'impasto schiacciato un cerchio in metallo, anch'esso ricoperto da brace. Può essere assimilata a una piadina romagnola spessa e larga; probabilmente, deriva da una focaccia che veniva preparata dai soldati romani sul testum, una tegola in laterizio. Questo alimento viene di solito consumato con una farcitura di salumi (prosciutto), di salsicce arrosto, oppure di salsicce ed erba campagnola lessa. Più insolita, e di recente introduzione, la farcitura con cioccolato fuso o crema gianduia. Questa ricetta è diffusa pressoché in tutta l'Umbria settentrionale, ove viene conosciuta con nomi diversi: torta al testo nel perugino, Trasimeno e media valle del Tevere, crescia nell'eugubino gualdese (vi troviamo traccia anche nelle Tavole eugubine ), ciaccia nell'alta valle del Tevere verso il confine toscano. Nel perugino, le sei fette in cui si divide classicamente la focaccia, sono comunemente chiamate particelle. Nell'umbria meridionale è conosciuta come "pizza sotto lu focu"

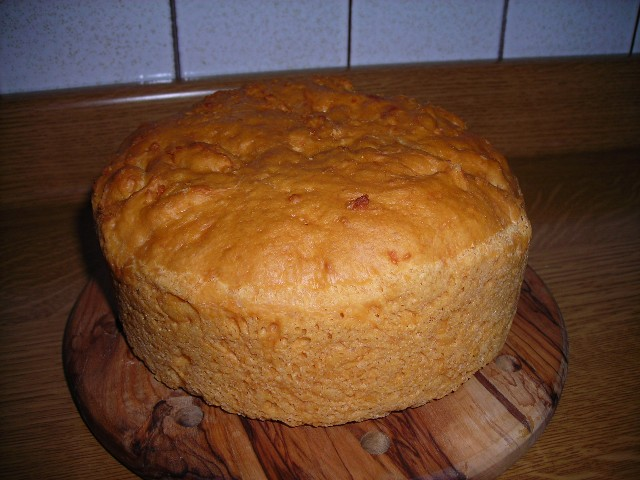
La Torta o pizza di Pasqua

- Torta di Pasqua o Pizza di Pasqua, detta anche torta (o pizza) pasqualina (diffusa in gran parte dell'Umbria) - Si tratta di un pane salato con farina, uova, formaggi, pecorino, pepe, sale a aromi naturali[13]. Il formaggio[14] viene aggiunto sfuso (pecorino e a volte parmigiano o altro grattugiato), in alcuni casi viene aggiunto anche a tocchetti (Emmentaler o altro). La sua forma più diffusa è del tutto simile a quella del panettone e viene tradizionalmente consumata durante la festività pasquale. La pizza di Pasqua rappresenta l'alimento principe per la cosiddetta colazione di Pasqua, ossia l'abbondantissima prima colazione pasquale che si consuma tradizionalmente in molte case umbre. In essa, la pizza di Pasqua viene servita accompagnata da salame, ciauscolo, capocollo e altri salumi, con vino e assieme a uova sode.